# テオグニス

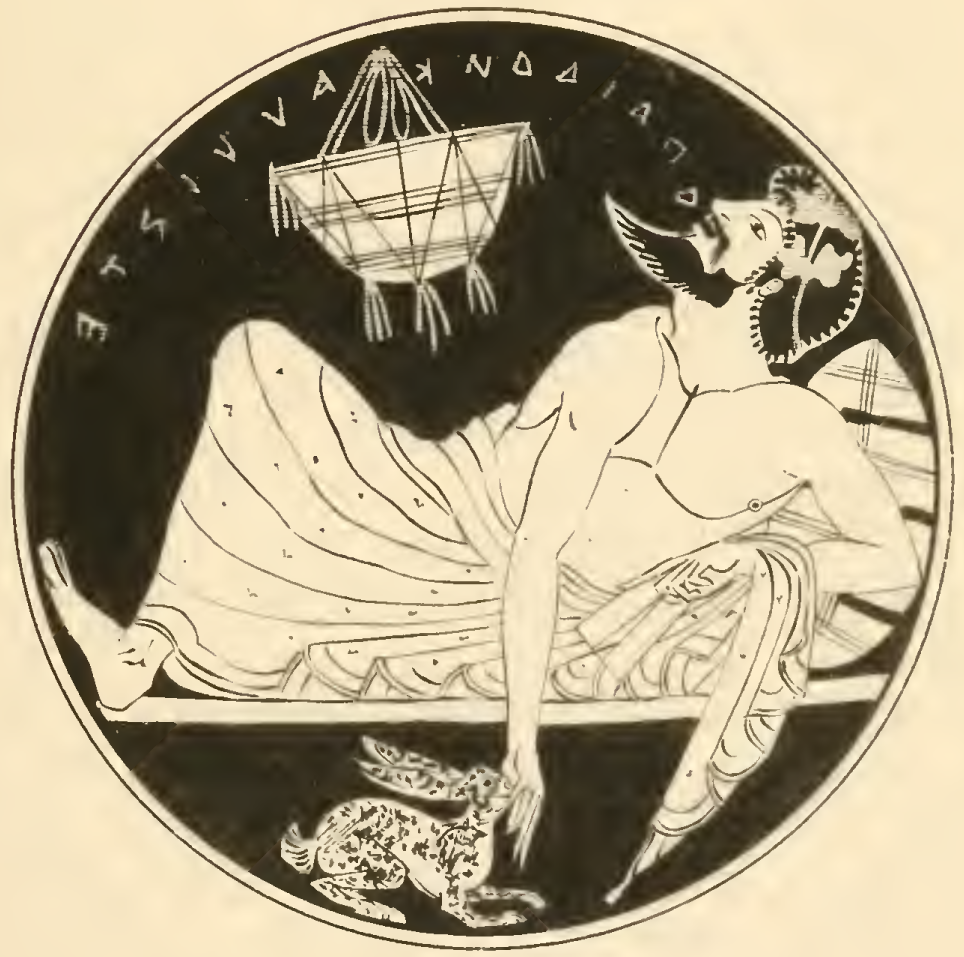
テオグニスの詩を朗誦する饗宴出席者を描いた前5世紀の酒杯（キュリクス）。アテネ国立考古学博物館所蔵

メガラのテオグニス（古希: Θέογνις Theognis 紀元前6世紀ごろ）は、古代ギリシア・アルカイック期の詩人。教訓詩を多く詠み、後世のギリシア文学に度々引用された。代表作に「人間にとって最善なのは初めから生まれないこと、次に善いのは早く死ぬこと」という厭世主義の詩があり、反出生主義の先駆者とも言われる。ニーチェが古典学者だった頃に研究対象としたことでも知られる。

## 人物
人物像は不明な点が多く、学者間で見解が異なることもある。
活動時期は、前600年ごろ、前540年ごろなど諸説ある。
出身地はメガラであり「メガラのテオグニス」と呼ばれる。しかしこれがギリシア本土のメガラなのか、その植民都市のシケリアのメガラなのか、古代から諸説ある。
アルカイック期のメガラでは、僭主テアゲネスに象徴される階級秩序の解体が進んでいた。貴族階級に属していたテオグニスは、階級間の政争によりメガラを追われ放浪した。このような経歴から、テオグニスの詩には、当時の貴族の価値観、混沌とした世間への絶望感が反映されている。
詩の多くは、少年愛の相手である少年キュルノスに宛てられている（呼格）。このキュルノスは、詩作のための架空の人物と解釈されることが多い。

## 作品・受容
詩の韻律は全て「エレゲイア詩形」であり、他の詩人含む現存する全エレゲイアの最大量を占めることから、代表的なエレゲイア詩人とされる。
当時の詩人では珍しく、まとまった詩集、通称『エレゲイア詩集』が現存している。詩は篇でなく行で数えられ、総計1389行からなる。この詩集は写本の形で中世ビザンツを経て、ルネサンス期の1543年に最初の刊本が出た。しかしながら、他人の詩が多く混入しており、しかも真贋の判別は困難とされる。
後世のギリシアでは、主に饗宴の際、集団の価値観の確認や少年への教訓を目的として、テオグニスの詩が朗誦された。またプラトン、アリストテレス、イソクラテス、プルタルコスなど、様々なギリシア古典でテオグニスが引用・言及されている。詩集に無く引用でのみ伝わる詩もある。ディオゲネス・ラエルティオス『ギリシア哲学者列伝』によれば、アンティステネスにはテオグニスについての著作があったが、現存しない。
19世紀には、ドイツの古典文献学者ヴェルカーが研究を開拓した。これを受けて後述のニーチェも研究した。またチャールズ・ダーウィンは『人間の進化と性淘汰』で、性淘汰を論じた先駆者として言及した。
パピルス断片も発見されている。

## 厭世主義
テオグニスの代表作として、以下の厭世的な死生観を説く詩がある。
この詩は『エレゲイア詩集』だけでなく、セクストス・エンペイリコス『ピュロン主義哲学の概要』3巻231節やストバイオスの引用によっても伝わる。
同様の死生観はテオグニスだけでなく、ソポクレス『コロノスのオイディプス』1224-1228行、バッキュリデス『祝勝歌』5番160行、喜劇作家プラトンの詩、シレノスの知恵（プルタルコス『モラリア』所引アリストテレス『エウデモス』断片、キケロ『トゥスクルム荘対談集』）などにも見られるが、古代ギリシアではテオグニスが代表格とされる。
21世紀現代では、この詩は反出生主義（誕生否定）の先駆の一つとされる。

## ニーチェ

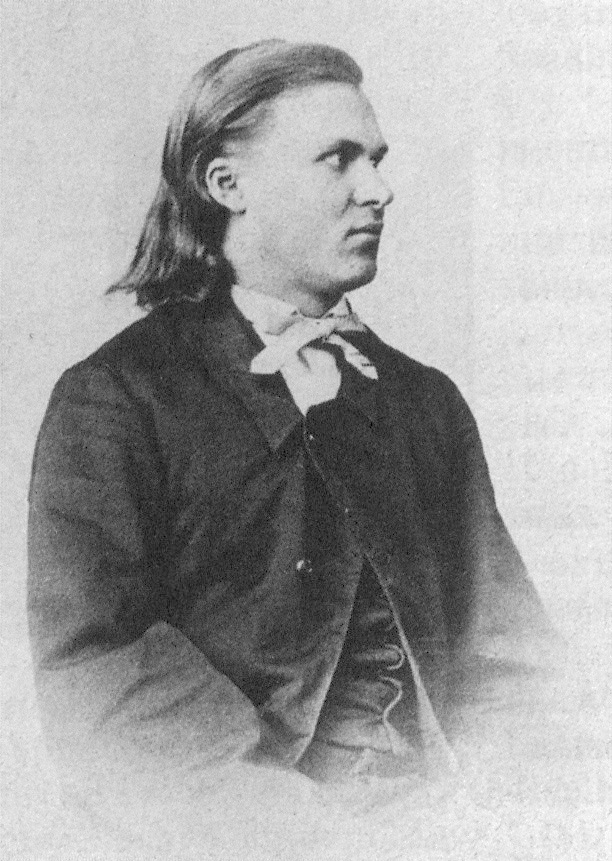
ギムナジウム時代のニーチェ

ニーチェは1864年にギムナジウムを卒業する際『メガラのテオグニスについて』という古典文献学の論文をラテン語で書き、以降も複数の論文を書いた。
思想的影響は一概には言えないが、『悲劇の誕生』や『ツァラトゥストラ』では、テオグニスと同様の厭世主義や賎民蔑視を説いている。

## 日本語訳
- テオグニス他著、西村賀子訳『エレゲイア詩集』京都大学学術出版会〈西洋古典叢書〉、2015年。ISBN 9784876989133。（伝来の詩集に引用やパピルスで伝わるエレゲイアを加えたもの）
- テオグニス著、久保正彰訳「エレゲイア詩集」『世界人生論全集 1』筑摩書房、1963年。 国立国会図書館書誌ID:000000895409。
- 他には呉茂一の抄訳がある[17]。